# Lluís Sastre
Lluís Sastre Reus (Binisalem, Islas Baleares, España, 26 de marzo de 1986) es un exfutbolista español que jugaba de centrocampista. Es hermano del también futbolista Rafel Sastre.

## Trayectoria
Formado en la cantera del Fútbol Club Barcelona, fichó por el Real Zaragoza en 2007, conjunto que, sin llegar a debutar en el mismo, lo cedió a la Sociedad Deportiva Huesca, club que adquiriría su ficha en propiedad al finalizar la temporada, del que fue uno de los héroes del ascenso a la Segunda División de España.
Militó en la Sociedad Deportiva Huesca entre 2007 y 2012, y en esos cinco años sumó más de 140 partidos con la elástica altoaragonesa.
En las filas del Real Valladolid Club de Fútbol militó durante tres temporadas, dos de ellas en la máxima categoría.
En la campaña 2016-17 solo disputó un partido de Liga con el Club Deportivo Leganés hasta diciembre de 2016, Poco después, tras quedar libre, cerró su incorporación a la S. D. Huesca de Juan Antonio Anquela, firmando un contrato hasta junio de 2019.
En la temporada 2020 jugó en el Hyderabad F. C. de la India.
Tras estas experiencias en el extranjero regresó a la S. D. Huesca para jugar en su filial. En febrero de 2022 decidió retirarse y siguió ligado al club trabajando en el área deportiva.

## Clubes
| Club                  | País   | Año       |
| --------------------- | ------ | --------- |
| F. C. Barcelona "C"   | España | 2005-2006 |
| F. C. Barcelona "B"   | España | 2006-2007 |
| S. D. Huesca          | España | 2007-2012 |
| Real Valladolid C. F. | España | 2012-2015 |
| C. D. Leganés         | España | 2015-2016 |
| S. D. Huesca          | España | 2017-2019 |
| AEK Larnaca           | Chipre | 2019-2020 |
| Hyderabad F. C.       | India  | 2020-2021 |
| S. D. Huesca "B"      | España | 2021-2022 |